# Jardins du Trocadéro
Jardins du Trocadéro (Zahrady Trocadéra) je veřejný park, který se nachází v Paříži v 16. obvodu. Park byl vybudován v roce 1937 na svažitém břehu řeky Seiny v rámci světové výstavy. Jeho rozloha činí 93 930 m2. Terasa nad parkem skýtá dobrý výhled na Eiffelovu věž.

## Historie

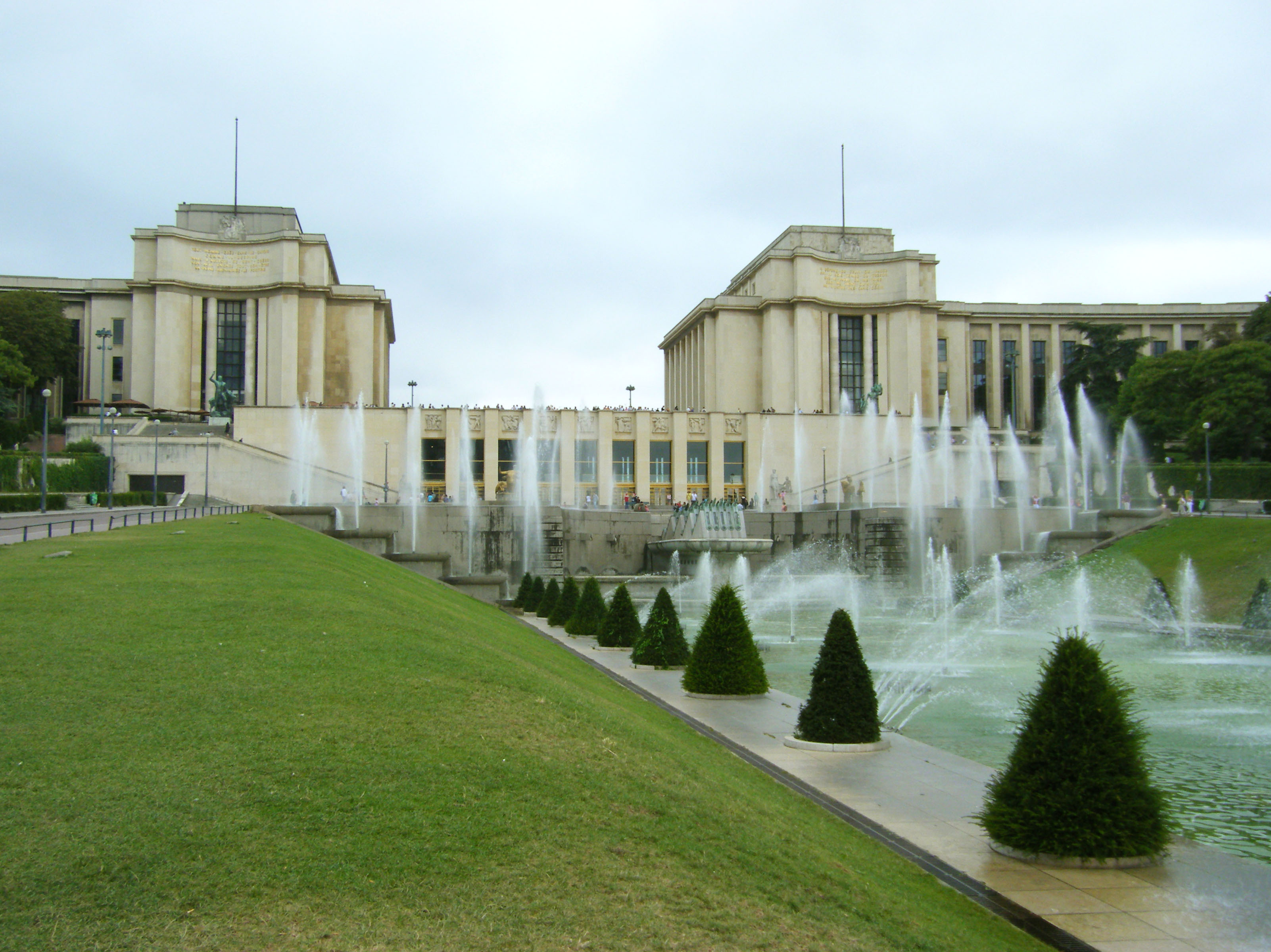
Varšavská fontána s palácem Chaillot na pozadí

Zahrady byly vytvořeny v roce 1937 pro světovou výstavu, která se konala v Paříži. Zahrady nahradily starší park, který zde byl vybudován pro světovou výstavu roku 1878. V horní části park obklopuje Palais de Chaillot. Proběhlo zde slavnostní zahájení letních olympijských her 2024 dne 26. července 2024, začalo v 19:30, místo na stadionu netradičně na řece Seina.

## Vybavení parku
Nejvýraznějším doplňkem parku je Varšavská fontána, která prochází prostředkem parku. Tvoří ji kaskáda osmi bazénů, které dominuje horní bazén s 20 vodními děly o 56 tryskách, které mohou za hodinu proudit 8240 m3 vody. Autorem je architekt Roger-Henri Expert. V okolních zahradách se nachází mnoho soch.